# Karel Kizlink
Karel Kizlink (10. října 1895 Uherské Hradiště – 8. května 1976 Bratislava) byl český právník, profesor obchodního práva, rektor Univerzity Komenského v Bratislavě a děkan její právnické fakulty.

## Život a působení
Prošel gymnázii v Uherském Hradišti a v Boskovicích, pak studoval práva na Vídeňské univerzitě a na české Karlo-Ferdinandově univerzitě v Praze, kde byl promován doktorem práv. Poté se stejně jako jeho otec stal středoškolským profesorem, působil na obchodní akademii v rodném městě. Později však přešel na českou techniku do Brna a zároveň začal přednášet na zdejší právnické fakultě, na níž se také roku 1926 prací Akciová společnost v konkurzu habilitoval pro obor obchodního a směnečného práva. V následujícím období absolvoval studijní pobyt ve Švýcarsku a vydal několik vědeckých studií, kupř. Bilanční právo akciových společností (1925) či Vývojová tendence práva akciových společností v době nejnovější (1928) a spolu s profesorem Dominikem napsali komentář k československému směnečnému zákonu z roku 1928.
Roku 1929 byl Karel Kizlink jmenován mimořádným a v roce 1934 řádným profesorem na bratislavské právnické fakultě, kde zůstal až do roku 1950. Vedl zde seminář obchodního a směnečného práva a hojně publikoval. Zejména Obchodné právo platné na Slovensku a v Podkarpatskej Rusi (1935), Zmenkové právo (spoluautor, 1944), Cenné papiere (1944) nebo Verejná a komanditná obchodná spoločnosť (1945). Kromě otázek čistě obchodněprávních se zabýval i právními dějinami nebo právní filosofií, po válce zde několik let vedl ústav právní filozofie. V letech 1935–1936 a 1939 byl děkanem fakulty a pro roky 1946–1947 byl též zvolen rektorem celé univerzity. Dále byl členem Učené společnosti Šafaříkovy a Slovenské akademie věd a umění nebo předsedou Ústředí péče o mládež. Jako uznávaný komercionalista se podílel na přípravě kodifikace československého obchodního práva a vypracoval např. osnovu směnečného a šekového zákona z roku 1941. Pomáhal též se zřízením bratislavské Vysoké školy obchodní, na které pak přednášel.
Po odchodu z akademické sféry se v oboru obchodního, resp. tehdy již hospodářského práva začal nejvíce zabývat zahraničními obchodními vztahy, působil jako poradce Československé obchodní komory a byl členem jejího rozhodčího soudu pro RVHP. Publikoval např. Majetkové vzťahy v hospodárskych vzťahoch socialistických organizácií (1960) a roku 1968 získal vědeckou hodnost kandidáta věd. Neopustil ho ale ani zájem o právní dějiny, napsal studii Právo Veľkej Moravy (1967).